# Плевкі (Вармінсько-Мазурське воєводство)
Плевкі (пол. Plewki, нім. Plöwken) — село в Польщі, у гміні Олецько Олецького повіту Вармінсько-Мазурського воєводства.
Населення — 145 осіб (2011).
У 1975-1998 роках село належало до Сувальського воєводства.

## Демографія
Демографічна структура станом на 31 березня 2011 року:
|          | Загалом | Допрацездатний вік | Працездатний вік | Постпрацездатний вік |
| -------- | ------- | ------------------ | ---------------- | -------------------- |
| Чоловіки | 76      | 21                 | 47               | 8                    |
| Жінки    | 69      | 14                 | 42               | 13                   |
| Разом    | 145     | 35                 | 89               | 21                   |